# 海寧 (伊爾根覺羅氏)
海寧（1739年—1790年），伊尔根觉罗氏，满洲正蓝旗人。清朝官员、政治人物。

## 生平
由笔帖式入仕，历任工部主事、工部员外郎、户部银庫郎中，乾隆四十三年任甘肃按察使，四十七年任科布多参赞大臣，五十二年任兵部左侍郎署理正白旗蒙古副都统，五十三年任山西巡抚，五十五年任浙江巡抚署理杭州织造。死后谥勤毅。

## 家族
- 始祖珠瑚達（又朱䕶达），隶属正蓝旗满洲第一参领第十佐领。“朱瑚達，正藍旗人，世居興堪地方，原係本處部長，國初率子弟來歸，授備禦，編佐領使統之。其子畢輅由佐領從征黑龍江，……三遇恩詔加至三等輕車都尉。……又朱瑚達之孫邁堪、圖喇俱原任佐領，曾孫滿丕原任都統兼佐領。……元孫蘇保原任主事，納秦、雲保俱原任頭等護衛。……四世孫明山原任叅領兼佐領，祿保現任員外郎，蘇昌現任署理安徽按察使”（载《八旗滿洲氏族通譜》卷12）。
- 太高祖畢輅，佐领、三等輕車都尉。
- 高祖邁堪，佐领。
- 曾祖滿丕，都統兼佐領。
- 祖父苏保（又肅保），主事。
- 父明山 (伊尔根觉罗氏)，叅領兼佐領、陕甘总督。胞兄闽浙总督蘇昌，其子雲貴總督富綱，孙绥远城将军嵩溥。
- 弟海慶，河南布政使。其子恆文；孙女伊尔根觉罗氏，嫁内务府正白旗满洲、道光乙未科进士索绰络氏锡祉（父嘉庆甲戌科进士奎照，祖父乾隆五十八年（1793年）癸丑科进士英和）。子恆敬；孙女伊尔根觉罗氏，嫁宗室華莊（父肅慎親王敬敏）；孙女伊尔根觉罗氏，继配嫁怡恪親王奕勛。
- 弟海昇，礼部侍郎；
- 妹妹：文襄嘉勇郡王福康安嫡福晋；
- 妹妹：奉国将军積拉憫嫡妻[2]；
- 侄子恒敬，西宁办事大臣；
- 堂侄嵩溥，漕运总督；
- 从堂曾孙薩炳阿，道光庚戌进士，直隶永平府昌黎县知县[3]。